# Pássaro da Neve (Marvel Comics)
Pássaro da Neve (Snowbird no original) é uma super-heróina que aparece em quadrinhos americanos publicados pela Marvel Comics. Criado por John Byrne, fez a sua primeira aparição no fantástico X-Men #120 (1979). Seu alter-ego é Narya.

## Historia
A historia Começa em milhares de anos antes do nascimento de uma ave de neve, a tundra do espírito imensamente poderosa e malévola do Árctico selou os deuses do Norte, incluindo a deusa inuíte Nelvanna. dentro de uma barreira mística numa outra dimensão, tornando-os incapazes de defender o reino mortal da Terra. Através de persuasão inteligente e trapaça, Nelvanna negociou com tundra para tirá-la de seus poderes piedosos para que ela pudesse passar pela barreira para encontrar e acasalar com um homem da Terra. Nelvanna apareceu diante de um homem chamado Richard Easton, insistindo em acasalar com ele a fim de produzir uma criança que cresceria para combater o mal, místico "Grandes Bestas" do Canadá. Easton relutantemente concordou, e os dois deu à luz para snowbird em algum momento no 1900 perto resolute Bay, Northwest Territories, Canadá. Anos mais tarde, depois de ter sido levado à loucura por suas experiências no reino espiritual, Easton relutantemente concordou, e os dois deram à luz a snowbird em algum momento nos anos 1900 perto de resolute Bay, Northwest Territories, Canadá. Anos mais tarde, depois de ter sido levado à loucura por suas experiências no reino espiritual, Easton trabalhou um feitiço para convocar e controlar tundra e foi horrivelmente queimado pela conclusão da convocação. Ele só controlou a tundra por um breve período, e a manifestação da tundra foi destruída por Marrina.
Michael Twoyoungmen, também conhecido como Shaman, foi escolhido para servir como parteira de Nelvanna quando ela deu à luz. Shaman chamou a criança Narya, usou um feitiço para prendê-la ao reino terrestre, e concordou em criá-la em sua cabine no deserto canadense. Narya cresceu a um ritmo rápido e descobriu-se que ela possuía habilidades sobrenaturais. Mais notavelmente, que ela poderia se transformar em qualquer animal nativo do Canadá, ganhando os atributos dessa criatura, enquanto em sua forma. Além disso, ela possui a capacidade de voar, de sentir poder místico e mágico, precognição limitada e pós-cognição, e um grau limitado de super-força.
No entanto, é incapaz de sair das fronteiras do Canadá sem adoecer instantaneamente, devido aos efeitos literais do feitiço vinculativo que lhe foi lançado por Shaman; é possível que ficar fora das fronteiras do Canadá por muito tempo possa ser fatal. [volume & questão necessária] Como resultado dessa limitação territorial, ela quase morreu durante a luta entre Alpha Flight e Omega Flight em Nova York, e foi incapaz de perseguir o Hulk quando ele se dirigiu para o sul para os E.U. depois de sua luta com o vôo Alpha em Vancouver.

Embora não se saiba muito sobre a infância de Narya, acredita-se que ela tenha ativamente envolvido na batalha contra tais entidades árticas malévolas como tipo tundra. Shaman comentou que, embora a ave de neve tivesse o corpo de um adulto, fazia menos de seis anos desde seu nascimento naquele momento.
Quando os amigos de Twoyoung, James MacDonald Hudson e Heather Hudson, souberam dos poderes e origem de Narya, eles pediram aos dois para se juntarem à super equipe canadense do Voo, mais tarde conhecida como Alpha Flight. Narya adotou o codinome "snowbird" no campo de batalha e a identidade comum de "Anne McKenzie" em público. Como parte de sua identidade humana, ela treinou para se juntar à Real Polícia Montada Canadense, eventualmente trabalhando como Oficial de Registros em Yellowknife, Territórios do Noroeste. Pássaro de neve abandonou a identidade secreta de Anne McKenzie quando seu novo superior, Inspetor Chefe Hamilton, a confinou por suas repetidas "ausências inesperadas"Than, que ocorreu como resultado de suas atividades de super-herói e ela foi posteriormente forçada a fugir para a batalha Kolomaq.

Durante seu tempo com as forças canadenses, snowbird se apaixonou por seu colega de trabalho Douglas Thompson. Depois de lhe ter confiado o seu segredo, [8] casou-se com ele[9] e deu à luz uma criança. Por isso, foi expulsa pelos outros deuses inuítes e despojada da sua essência divina. [10] Mais tarde, ela foi possuída pela Peste vilão, que tentou drenar as vidas de seus companheiros de equipe depois que ele matou a família de snowbird. [11] Em uma mina em Burial Butte, uma cidade no canadense Klondike, Vindicator matou snowbird com uma explosão de plasma para evitar Pestilence de tomar posse do corpo de passaro da neve,
e o corpo foi eventualmente alterado para se assemelhar ao próprio corpo de Walter.
Anos mais tarde, o snowbird retornaria dos mortos, levantando-se corporal de sua sepultura. Ela é novamente um membro ativo da Alpha Flight, e já não está fisicamente limitado às fronteiras do Canadá. [volume & problema necessário] Muito mais tarde, um snowbird alternativo tempo-deslocado de relativamente cedo em sua carreira do vôo alfa foi trazido ao present-day com seus companheiros de equipe. Enquanto a maior parte desse grupo continuava a atuar como Alpha Flight nos dias atuais, a cópia temporal do snowbird se casou com Yukon Jack e se tornou rainha de sua tribo. [volume & emissão necessários]
Durante a história secreta da invasão, a ave de neve é enviada pelo seu tio Hodiak para fazer parte de uma equipa de deuses apelidada de "Esquadrão de Deus", montada por Hércules para combater os deuses Skrull; pois se os Skrulls vencerem, então os deuses da humanidade serão devorados ou escravizados. Quando abordada pelo novo Guardião Michael Pointer, ela o informa que, devido à morte de Alpha Flight, o fim de seu casamento, e a perda das Grandes Bestas, ela não se juntará à nova equipe de vôo Omega.
Quando capturada pelo Pesadelo, revela-se que o seu maior medo é a culpa do sobrevivente por não estar presente na batalha entre Pointer e Alpha Flight. Durante uma batalha com um grupo de deuses que tinham sido absorvidos no panteão de Skrull, o snowbird transforma-se em Neooqtoq o Saqueador, o mais mortal das Grandes Bestas do norte. Ao fazê-lo, ela perde a sua mente racional, tentando matar qualquer coisa em seu caminho. Ela puxa todos os deuses caídos e aparentemente colapsa em si
mesma.
No entanto, no último momento ela se transformou em um enxame de mosquitos, optando por honrar seus companheiros de equipe caídos por lutar e retoma a batalha contra os deuses Skrull e resgata Cho, que foi nocauteado para fora do palácio. Retorna em um momento crucial e empala o deus de Skrull kly'bn na espinha do Demogorge deus-comedor morto, filho o mais velho de Gaea, quando o deus de Skrull é batido para trás por Hercules. Mais tarde ela carrega um Hércules chorão e Amadeus de volta à Terra na forma de um grande pássaro branco.  Algum tempo depois, ela vai ao funeral de Hércules.

## Poderes e Habilidades
- Voo
- Cura
- Força sobre-humana
- Pós-cognição compele Outros Senso Místico
- Resistência Combatente mão-a-mão
- Capacidade de se transformar em uma versão de pêlo branco de qualquer animal nativo do Canadá

## Outras Versões
Marvel Zombies
Aparece em sua forma zombie em Marvel Zombies: Dead Days
Ultimate Marvel
Na terra Ultimate ele é nativa americana e aparece em Ultimate X-Men #94 (July 2008),

## Outras Midias
Televisão
Snowbird apareceu na série de animação X-Men, expressa por Melissa Sue Anderson. No episódio "Repo Man", ela exibiu suas habilidades de formação como ela assumiu a forma de uma coruja da neve e um lobo branco ao tentar capturar Wolverine. Snowbird também fez uma breve aparição no episódio "A Saga Phoenix: Criança da Luz".

## Referencias
- Snowbird at Marvel.com
- AlphaFlight.net Alphanex entry: Snowbird
- UncannyXmen.net Spotlight on Snowbird
- Snowbird's profile at Women of Marvel Comics

1. ↑  http://www.marvunapp.com/ohotmu/ohotmufaqs.htm
2. ↑  https://uncannyxmen.net/characters/snowbird/page/0/1
3. ↑  Nickerson, Al (agosto de 2008). «Claremont and Byrne: The Team that Made the X-Men Uncanny». Raleigh, North Carolina: TwoMorrows Publishing. Back Issue! (29): 7
4. ↑  https://www.marvel.com/characters/snowbird
5. ↑  https://comicbookrealm.com/report/character/880/snowbird-narya&t=appearances
6. ↑  https://www.marvel.com/articles/comics/get-to-know-canada-s-premier-super-hero-squad
7. ↑  http://marvellegends.net/vote/tournResults.php?T=4
8. ↑  https://www.comichaus.com/characters/snowbird-narya/327.htm
9. ↑  https://books.google.com.br/books?id=RgVlCwAAQBAJ&pg=PA23&lpg=PA23&dq=narya+marvel+comic+book&source=bl&ots=Uemd5PZdPG&sig=ACfU3U0LMRiPHkr617KrVZgPilT_wjzIfw&hl=pt-BR&sa=X&ved=2ahUKEwjViZnp1svkAhXdLLkGHbB6CgQ4ChDoATAGegQIChAB
10. ↑  https://www.kefuchagoods.xyz/comic-book-heroes-c-4_19_875/1998-narya-the-snowbird-55034-toy-biz-alpha-flight-action-figure-marvel-xmen-p-16556.htm
11. ↑  https://www.marvel.com/articles/comics/get-an-exclusive-first-look-inside-alpha-flight-true-north-1
12. ↑  https://www.bleedingcool.com/2019/08/25/alpha-flight-makes-their-debut-with-marvel-legends-amazon-exclusive/
13. ↑  https://www.hollywoodreporter.com/heat-vision/marvel-reveals-more-details-incoming-comic-book-special-1238600